# Pyrausta phragmatidalis
Pyrausta phragmatidalis là một loài bướm đêm trong họ Crambidae.